# 에디 킴
에디 킴(Eddy Kim, 본명: 김정환, 1990년 11월 23일~)은 대한민국의 가수이다.

## 학력
- 버클리 음악대학교 (학사)

## 슈퍼스타 K4
- 예선 : 자작곡인 2 Years Apart와 박진영 - Honey를 편곡하여 부름
- 슈퍼위크 :

소녀시대 - twinkle를 편곡하여 부름
그룹 미션으로 싸이 - 강남스타일을 편곡하여 안예슬, 유승우 외 3명과 함께 부름
라이벌 미션에서 유승우와 2ne1- I love you를 부름
- 생방송 :

1주) zaza - 버스 안에서
2주) 비 - Love story
3주) jackson5 - I'll be there
4주) 아름다운 강산

## 음반 목록

### EP
- 2014: 《너 사용법》
- 2015: 《Sing Sing Sing》
- 2018: 《Miles Apart》

### 디지털 싱글
- 2014: 〈2 Years Apart〉
- 2014: 〈Darling〉
- 2015: 〈Coffee & Tea〉
- 2016: 〈팔당댐〉
- 2016: 〈내 입술 따뜻한 커피처럼〉
- 2017: 〈메갈이 쿵쾅대〉
- 2017: 〈이제는〉
- 2017: 〈지금〉
- 2017: 〈Bet On Me〉
- 2017: 〈품〉
- 2018: 〈워워〉

### 오리지널 사운드트랙
- 2014: 〈룸메이트〉 - 《룸메이트》 OST Part 1
- 2014: 〈하루 하나〉 - 《오만과 편견》 OST Part 1
- 2014: 〈Empty Space〉 - 《일리 있는 사랑》 OST Part 2
- 2016: 〈Dream〉 - 《나도 영화감독이다 - 청춘무비》 OST Part 1
- 2016: 〈별처럼 빛나는 사랑〉 - 《구르미 그린 달빛》 OST Part 7
- 2016: 〈2NIGHT〉 - 《안투라지》 Mixtape Part 3
- 2016: 〈이쁘다니까〉 - 《쓸쓸하고 찬란하神 - 도깨비》 OST Part 5
- 2017: 〈긴 밤이 오면〉 - 《당신이 잠든 사이에》 - OST Part 1

### 참여 싱글
- 2015: 〈굿나잇〉 - 2015 월간 윤종신 6월호

## 수상
- 2015년 제24회 《하이원 서울가요대상》 신인상

## 방송
- 2017년 MBC 미스터리 음악쇼 복면가왕 금관의 왕자 트럼펫 (참가자)